# Trabzonspor Kulübü 2011-2012
Questa pagina raccoglie i dati riguardanti il Trabzonspor nelle competizioni ufficiali della stagione Trabzonspor 2011-2012.

## Stagione
Al termine della stagione il Trabzonspor si classifica terzo in campionato, ma viene eliminato al quarto turno nella coppa di Turchia.

## Maglie e sponsor
Lo sponsor tecnico per la stagione 2011-2012 è Türk Telekom, mentre lo sponsor ufficiale è Nike.
| İç saha forması | Deplasman forması | 3. forma | 4. forma |

## Rosa
| N. |                           | Ruolo | Calciatore          |
| -- | ------------------------- | ----- | ------------------- |
| 1  | Turchia (bandiera)        | P     | Onur Kıvrak         |
| 5  | Slovacchia (bandiera)     | D     | Marek Cech          |
| 6  | Polonia (bandiera)        | D     | Arkadiusz Głowacki  |
| 8  | Germania (bandiera)       | C     | Barış Özbek         |
| 9  | Turchia (bandiera)        | A     | Halil Altıntop      |
| 10 | Polonia (bandiera)        | C     | Adrian Mierzejewski |
| 11 | Slovacchia (bandiera)     | A     | Róbert Vittek       |
| 12 | Brasile (bandiera)        | A     | Paulo Henrique      |
| 14 | Polonia (bandiera)        | C     | Piotr Brożek        |
| 15 | Costa d'Avorio (bandiera) | D     | Didier Zokora       |
| 17 | Turchia (bandiera)        | A     | Burak Yılmaz        |
| 18 | Turchia (bandiera)        | D     | Tayfun Cora         |
| 20 | Argentina (bandiera)      | C     | Gustavo Colman      |
| 22 | Turchia (bandiera)        | D     | Mustafa Yumlu       |
| 23 | Turchia (bandiera)        | D     | Giray Kaçar         |
| 24 | Turchia (bandiera)        | C     | Aykut Akgün         |

| N. |                       | Ruolo | Calciatore      |
| -- | --------------------- | ----- | --------------- |
| 25 | Brasile (bandiera)    | C     | Alanzinho       |
| 26 | Turchia (bandiera)    | C     | Sezer Badur     |
| 27 | Slovacchia (bandiera) | C     | Marek Sapara    |
| 28 | Rep. Ceca (bandiera)  | C     | Ondřej Čelůstka |
| 29 | Turchia (bandiera)    | P     | Tolga Zengin    |
| 30 | Turchia (bandiera)    | C     | Serkan Balcı    |
| 32 | Polonia (bandiera)    | A     | Paweł Brożek    |
| 40 | Ghana (bandiera)      | C     | Torric Jebrin   |
| 61 | Turchia (bandiera)    | C     | Barış Memiş     |
| 63 | Turchia (bandiera)    | D     | Ferhat Öztorun  |
| 70 | Turchia (bandiera)    | C     | Sercan Kaya     |
| 80 | Turchia (bandiera)    | C     | Volkan Şen      |
| 89 | Turchia (bandiera)    | P     | Zeki Ayvaz      |
| 91 | Turchia (bandiera)    | P     | Bora Sevim      |
| 92 | Turchia (bandiera)    | C     | Olcan Adın      |

## Risultati

### UEFA Champions League

#### Playoff
| Arbitro: | Studer |

|                       |           |  |
| Nolito 71’ Gaitán 88’ | Marcatori |  |

| Arbitro: | Stavrev |

|                    |           |            |
| Paulo Henrique 32’ | Marcatori | 19’ Nolito |

#### Fase a gironi[3][4]
| Arbitro: | Johannesson |

|  |           |              |
|  | Marcatori | 76’ Čelůstka |

| Arbitro: | Kuipers |

|                   |           |         |
| Colman 75’ (rig.) | Marcatori | 30’ Sow |

| Arbitro: | Clattenburg |

|                            |           |  |
| Doumbia 29’, 86’ Cauņa 76’ | Marcatori |  |

| Trebisonda 2 novembre 2011, ore 20:45 CET | Trabzonspor      | 0 – 0 referto | CSKA Mosca | Hüseyin Avni Aker (24 000 spett.)\| Arbitro: \| Undiano Mallenco \| |
| Arbitro:                                  | Undiano Mallenco |               |            |                                                                     |

| Arbitro: | Atkinson |

|              |           |             |
| Altıntop 23’ | Marcatori | 18’ Álvarez |

| Villeneuve-d'Ascq 7 dicembre 2011, ore 20:45 CET | Lilla   | 0 – 0 referto | Trabzonspor | Stadium Lille Métropole (16 375 spett.)\| Arbitro: \| Proença \| |
| Arbitro:                                         | Proença |               |             |                                                                  |

### UEFA Europa League

#### Fase a eliminazione diretta
| Arbitro: | Brych |

|                |           |                        |
| Olcan Adın 33’ | Marcatori | 6’ Matavž 11’ Toivonen |

| Arbitro: | Chapron |

|                                                 |           |            |
| Mertens 15’ (rig.) Matavž 31’ 53’ Strootman 38’ | Marcatori | 43’ Yılmaz |